# Nicolaas Bernoulli
Nicolaas Bernoulli (Duits: Niklaus) (Bazel, 19 november 1623 - aldaar, 8 maart 1708) was de stamvader van de wiskundige tak van Bazelse Bernoulli-familie. 
Nicolaas Bernoulli was specerijenhandelaar in Bazel. Hij was een nazaat van de stamvader van de 'Bernoulli's', de 16e-eeuwse protestantse chirurgijn, Leon Bernoulli, die in de 16e eeuw vermoedelijk om godsdienstige redenen Antwerpen verruilde voor Duitsland.  
De ouders van Nicolaas Bernoulli, Jacob Bernoulli (1598-1634), die in 1622 burger van Bazel werd, en Maria Frey (1596-1625) stierven beiden op jonge leeftijd, waardoor Nicolaas op elfjarige leeftijd wees werd. Nicolaas Bernoulli was lid van de Grote raad (Duits:Großen Rates) van Bazel. Hij had elf kinderen, van wie het vijfde, Jakob Bernoulli (1655−1705) en het tiende, Johann Bernoulli (1667−1748) beroemde wiskundigen zouden worden. Via zijn achtste kind, Nicolaus, was hij verder de grootvader van Nikolaus I Bernoulli. 